# Pelomyxa
Pelomyxa је род амеба великих димензија ћелије (500—800 μm, понекад и до 5 mm). Врсте овог рода насељавају анаеробна водена станишта, и имају животни циклус изграђен од стадијума са различитим бројем једара (два до неколико стотина). На површини ћелије налазе се многобројне цилије. У ћелији не постоје митохондрије, пероксизоми ни хидрогенозоми. Цитоплазма је испуњена хранљивим вакуолама.
Најпознатија врста овог рода је Pelomyxa palustris.

## Филогенија групе
Одсуство митохондрија у овој групи амеба сматрано је примитивном карактеристиком, односно одређивало је старост ове групе на време пре настанка митохондрија (тренутак ендосимбиозе). Стога су издвојене у засебан тип протиста — Pelobiontida (син. Pelobionta, Caryoblastea). Савремено схватање је да је одсуство митохондрија секундарна карактеристика и да је род Pelomyxa унутар царства амебоидних протиста (Amoebozoa).